# Paulo Castelli
Paulo Castelli Greven, lepiej znany jako Paulo Castelli (ur. 19 lutego 1956 w Porto Alegre) – brazylijski aktor telewizyjny i filmowy, psycholog.

## Życiorys
Urodził się w Porto Alegre jako syn aktorki Marii Luízy Castelli. Dorastał w São Paulo. Mając 11 lat wystąpił wraz z matką w telenoweli TV Tupi O pequeno lord. Rok później w wieku dwunastu lat zadebiutował w komedii Jecão, um Fofoqueiro no Céu (1978) jako syn tytułowego bohatera - Martin. Pracował potem w telewizji, występując w telenowelach Rede Globo.
Pomimo jego sukcesów jako aktor, w roku 1991 Paul Castelli wybrał swoją drugą pasję - psychologię .

### filmy fabularne
- 1977: Jecão, um Fofoqueiro no Céu jako Martinho
- 1978: Bem Dotado - O Homem de Itu
- 1978: Pecado Sem Nome
- 1979: Os Imorais
- 1985: Daleki transporty (Além da Paixão)
- 1989: Jorge, um brasileiro

## produkcje telewizyjne
- 1967 - O pequeno lord (TV Tupi) jako Cedric
- 1979 - Gaivotas (TV Tupi) jako Júnior
- 1979 - Gaivotas (TV Tupi) jako Júnior
- 1980 - Um Homem Muito Especial (Rede Bandeirantes) jako Fernando
- 1980 - Drácula, uma História de Amor (TV Tupi) jako Fernando
- 1981 - Os Imigrantes (Rede Bandeirantes) jako Ricardo
- 1982 - A Leoa (SBT)
- 1982 - A Força do Amor (SBT) jako José Antônio
- 1982 - Casa de Pensão (TV Cultura) jako Amâncio
- 1982 - O Pátio das Donzelas (TV Cultura)
- 1983 - Voltei pra Você (Pedro Lopes Pereira) jako Pedro das Antas, o Serelepe
- 1983 - A Justiça de Deus (SBT) jako Paulo
- 1984 - Viver a Vida (Rede Manchete) jako Marcelo
- 1985 - Ti Ti Ti jako Pedro Spina
- 1985 - Tudo em Cima (Rede Manchete) jako Vando
- 1986 - Roda de Fogo jako Felipe d'Ávila
- 1987 - Bambolê jako Luís Fernando
- 1988 - Vida Nova jako Isaac
- 1988 - Vida Nova jako Isaac
- 1989 - Kananga do Japão (Rede Manchete) jako Henrique
- 1990 - Abraçar as Árvores (Rede Manchete)
- 1990 - Fronteiras do Desconhecido (Rede Manchete)